# Persone di nome Enrico/Pittori
| Questa pagina contiene informazioni ricavate automaticamente dalle voci biografiche con l'ausilio del template Bio e di un bot. L'aggiornamento è periodico e automatico e ricostruisce completamente la pagina. Se manca una persona in questa lista, sei pregato di non aggiungerla, ma accertati piuttosto che la sua voce biografica contenga il template Bio e che i dati anagrafici siano correttamente compilati. Se il template Bio manca, inseriscilo tu stesso o, in alternativa, metti l'avviso {{tmp\|Bio}} che ne segnala la mancanza. Se i dati riportati sono sbagliati, correggi direttamente la voce biografica; le modifiche saranno visibili in questa lista entro pochi giorni. Per chiarimenti vedi il progetto antroponimi. La lista contiene solo le 51 persone che sono citate nell'enciclopedia e per le quali è stato implementato correttamente il template Bio. Pagina aggiornata al 16 ott 2024. |

Questa è una lista di persone presenti nell'enciclopedia che hanno il nome Enrico e sono pittori.

## A(4)
- Enrico Accatino, pittore e scultore italiano (Genova, n. 1920 - Roma, † 2007)
- Enrico Albrici, pittore italiano (Vilminore di Scalve, n. 1714 - Bergamo, † 1773)
- Enrico Allimandi, pittore italiano (Revigliasco, n. 1906 - Torino, † 1984)
- Enrico Arcioni, pittore italiano (Spoleto, n. 1875 - Roma, † 1954)

## B(4)
- Enrico Baj, pittore, scultore e saggista italiano (Milano, n. 1924 - Vergiate, † 2003)
- Enrico Bandini, pittore italiano (Parma, n. 1807 - Parma, † 1888)
- Enrico Benaglia, pittore italiano (Roma, n. 1938)
- Enrico Benassi, pittore italiano (Mezzani, n. 1902 - Parma, † 1978)

## C(6)
- Enrico Castellani, pittore italiano (Castelmassa, n. 1930 - Celleno, † 2017)
- Enrico Castello, pittore e illustratore italiano (Rivarolo Ligure, n. 1890 - Genova, † 1966)
- Enrico Cavalli, pittore italiano (Santa Maria Maggiore, n. 1849 - Santa Maria Maggiore, † 1919)
- Enrico Coleman, pittore italiano (Roma, n. 1846 - Roma, † 1911)
- Enrico Colombotto Rosso, pittore italiano (Torino, n. 1925 - Casale Monferrato, † 2013)
- Enrico Crespi, pittore e incisore italiano (Busto Arsizio, n. 1854 - Milano, † 1929)

## D(2)
- Enrico De Cillia, pittore italiano (Treppo Carnico, n. 1910 - Udine, † 1993)
- Enrico Donati, pittore statunitense (Milano, n. 1909 - New York, † 2008)

## E(1)
- Enrico di Tedice, pittore italiano (Pisa)

## F(1)
- Enrico Fonda, pittore italiano (Fiume, n. 1892 - Parigi, † 1929)

## G(3)
- Enrico Galassi, pittore, architetto e poeta italiano (Ravenna, n. 1907 - Pisa, † 1980)
- Enrico Gamba, pittore italiano (Torino, n. 1831 - Torino, † 1883)
- Enrico Gonin, pittore e incisore italiano (Torino, n. 1799 - Torino, † 1870)

## H(2)
- Enrico Haffner, pittore italiano (Bologna, n. 1640 - Bologna, † 1702)
- Enrico Hohenberger, pittore e fotografo austriaco (Trieste, n. 1843 - † 1897)

## J(1)
- Enrico Junck, pittore francese (Torino, n. 1849 - Pisa, † 1878)

## L(2)
- Enrico Lionne, pittore e disegnatore italiano (Napoli, n. 1865 - Napoli, † 1921)
- Enrico Lombardi, pittore italiano (Meldola, n. 1958)

## M(4)
- Enrico Maccioni, pittore italiano (Firenze, n. 1940 - Ostia, † 2023)
- Enrico Manera, pittore, scultore e attore italiano (Asmara, n. 1947)
- Enrico Mazzola, pittore italiano (Valduggia, n. 1891 - Milano, † 1915)
- Enrico Muscetra, pittore e scultore italiano (Alezio, n. 1946)

## N(1)
- Enrico Bruno Novali, pittore e scultore italiano (Genova, n. 1928 - Genova, † 2016)

## O(2)
- Enrico Oldani, pittore italiano (Melegnano, n. 1914 - Melegnano, † 1970)
- Enrico Ortolani, pittore e illustratore italiano (Roma, n. 1883 - Roma, † 1972)

## P(4)
- Enrico Paulucci, pittore italiano (Genova, n. 1901 - Torino, † 1999)
- Enrico Pollastrini, pittore italiano (Livorno, n. 1817 - Firenze, † 1876)
- Enrico Prampolini, pittore, scultore e scenografo italiano (Modena, n. 1894 - Roma, † 1956)
- Enrico Prati, pittore e scenografo italiano (Piacenza, n. 1842 - Paderna, † 1913)

## R(5)
- Enrico Ragni, pittore italiano (Brescia, n. 1910 - Brescia, † 2002)
- Enrico Reffo, pittore italiano (Torino, n. 1831 - Torino, † 1917)
- Enrico Reycend, pittore italiano (Torino, n. 1855 - Torino, † 1928)
- Enrico Risi, pittore e decoratore italiano (Sant'Elia Fiumerapido, n. 1856 - † 1916)
- Enrico Rossi, pittore italiano (Napoli, n. 1858 - † 1916)

## S(6)
- Enrico Sacchetti, pittore, illustratore e scrittore italiano (Roma, n. 1877 - Settignano, † 1967)
- Enrico Salfi, pittore italiano (Cosenza, n. 1857 - Cosenza, † 1935)
- Enrico Sartori, pittore italiano (Parma, n. 1831 - Parma, † 1889)
- Enrico Scuri, pittore italiano (Bergamo, n. 1806 - Bergamo, † 1884)
- Enrico Sirello, pittore italiano (Livorno, n. 1930 - Livorno, † 2012)
- Enrico Spelta, pittore italiano (Lodi, n. 1853 - Lodi, † 1940)

## T(2)
- Enrico Tarenghi, pittore italiano (Roma, n. 1848 - Roma, † 1938)
- Ghigo Tommasi, pittore italiano (Firenze, n. 1906 - Livorno, † 1997)

## V(1)
- Enrico Visani, pittore italiano (Marradi, n. 1938)